# Linha Nova
Linha Nova est une ville brésilienne de la mésorégion métropolitaine de Porto Alegre, capitale de l'État du Rio Grande do Sul, faisant partie de la microrégion de Montenegro et située à 87 km au nord de Porto Alegre. Elle se situe à une latitude de 29° 28′ 07″ sud et à une longitude de 51° 12′ 05″ ouest, à 365 m d'altitude. Sa population était estimée à 1 488 en 2007, pour une superficie de 64 km2. L'accès s'y fait par les BR-116, RS-452, RS-842 et RS-843.
L'histoire de Linha Nova débute avec l'arrivée des immigrants allemands dans le pays, en 1824. Une nouvelle phase du développement de la colonie suit avec une venue d'autres colons de Rhénanie, du Palatinat et, surtout, du Hunsrück, en 1845 et 1846. En 1850 la localité comptait déjà 527 habitants.
Toute la construction de la zone urbaine de la commune s'est faite le long de l'ancien Neuschneiss ("chemin nouveau") qui est aujourd'hui la rue principale de la municipalité, l'avenue Henrique Spier. Sur le reste du territoire municipal, beaucoup d'anciennes maisons pour la plupart abandonnées.
Une des particularités du lieu, est la célébration de la fête de Noël : elle est réalisée en partie dans le dialecte allemand du Hunsrück parlé dans de nombreuses localités de la région.
L'économie est essentiellement liée au secteur primaire.

## Villes voisines
- Feliz
- Nova Petrópolis
- Picada Café
- Presidente Lucena
- São José do Hortêncio